# VR Dm10
Der Verbrennungstriebwagen Dm10 4301 war ein Dieseltriebwagen, der von der Maschinenwerkstatt Pieksämäki für die Finnischen Staatsbahnen VR-Yhtymä (VR) als Einzelstück gebaut wurde.

## Geschichte

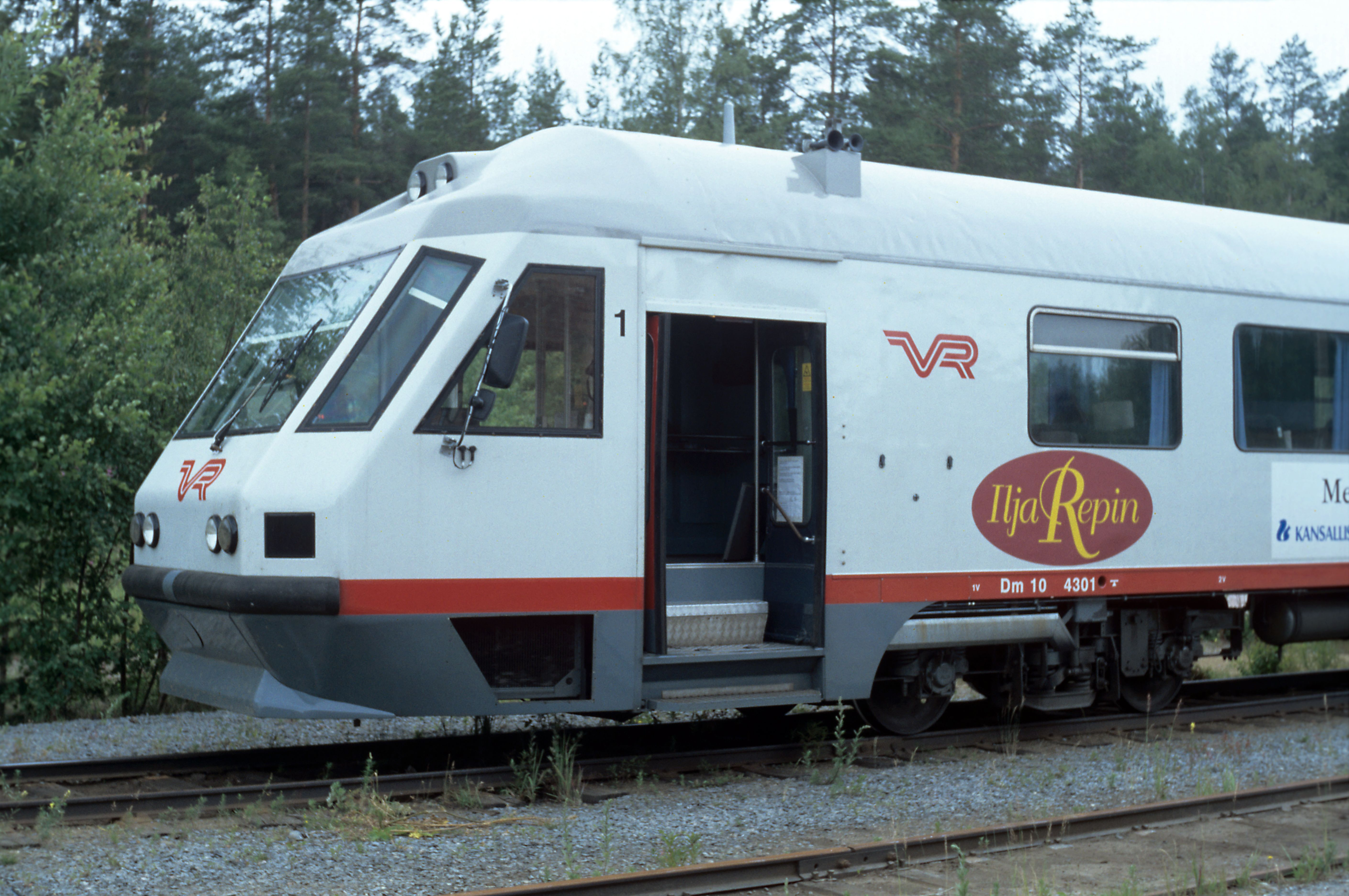
Dm 10 4301 als „Ilja Repin-Express“

Die letzten Triebwagen der Baureihe Dm 7 wurden 1988 aus dem Verkehr gezogen. Nach der Abstellung der letzten Fahrzeuge der Baureihe Dm9 im Jahr 1990 gab es in Finnland keine Dieseltriebwagen mehr. Der Betrieb von Zügen mit Lokomotiven erwies sich als unrentabel, und so mussten neue Triebwagen beschafft werden.
Daher baute die Maschinenwerkstatt in Pieksämäki (Pieksämäen konepaja) mit dem Dm10 einen Versuchstriebwagen. Er wurde aus dem blauen Reisezugwagen Eit 23018, der mit zwei Dieselmotoren aus den HKL-Bussen 601 und 608 ausgestattet war, umgebaut. Der Zug verfügte über 80 Nichtraucherplätze und der Triebwagenführer verkaufte Fahrkarten, was für finnische Verhältnisse ungewöhnlich war.
Während der Testphase fuhr er unter der Bezeichnung KOEMV 9991 (aus dem finnischen Wort koemoottorivaunu, in Deutsch etwa „Testmotorfahrzeug“). Ein großes Problem des Dm 10 war die unzureichende Bremsleistung. Aufgrund dieser Leistungsschwäche musste die zulässige Höchstgeschwindigkeit auf 80 km/h herabgesetzt werden. Nach Abschluss der Testfahrten wurde der Wagen im Depot Joensuu abgestellt.
Vor der Aufnahme des Fahrzeuges in den Regelbetrieb am 25. Mai 1994 beförderte es den finnischen Präsidenten Martti Ahtisaari von Huutokoski nach Pieksämäki. Danach wurde er auf den Strecken Iisalmi–Ylivieska und Savonlinna–Parikkala eingesetzt.
Im Sommer 1995 erhielt der Dm10 den Namen Ilja Repin-Express. Er brachte Fahrgäste von Punkaharju und Savonlinna zu einer Kunstausstellung Repins im Kunstzentrum Retretti. An ausgewählten Samstagen fuhr er auch nach Rantasalmi.
Der Triebwagen war nur drei Jahre lang – von 1994 bis 1997 – im Linienverkehr im Einsatz, hauptsächlich im Regionalverkehr in Ostfinnland, bevor er ausgemustert wurde.
Es wurde versucht, den Triebwagen für den Museumsbetrieb zu erwerben, doch VR lehnte den Verkauf aus Image- und Umweltgründen ab. Die Umweltgründe, die einer Museumsnutzung entgegenstanden, wurden jedoch nicht öffentlich bekannt gegeben. VR hielt es für günstiger, neue Dieseltriebwagen zu kaufen, als alte Reisezugwagen für eine erwartete Betriebsdauer von nur 15 Jahren umzubauen. Der Triebwagen wurde 2006 von Kuusakoski Oy verschrottet.
Der Spitzname des Dm10 lautet „Junttilan Salama“ (deutsch in etwa: „Blitz von Junttila“).